# Daikengo/Kim & Co.
Daikengo/Kim & Co. è un singolo discografico split di Simba, pseudonimo di Lino Corsetti, e Kim, pseudonimo di Claudio Pizzale, pubblicato nel 1982.

## Descrizione
Daikengo era la sigla dell'anime Daikengo, il guardiano dello spazio, scritta da Walter Rodi e Giorgio Santini nella parte musicale e da Salvatore Pinna per il testo. Questa pubblicazione in 45 giri comprende solo la versione strumentale, nonostante la versione della videosigla sia cantata. Nel 2003 è stata edita una versione ricantata da Franco Martin sulla base originale; solo nel 2011 è stata pubblicata, ad opera dell'associazione culturale TV-Pedia, la versione originale cantata.
Sul lato b è incisa "Kim & Co.", sigla del telefilm omonimo, scritta dagli stessi autori e incisa da Kim, pseudonimo di Claudio Pizzale. Entrambi i brani sono stati inseriti nella compilation "TiVulandia 3 (versione Linea Kids)".

## Tracce
Lato A
1. Simba – Daikengo – 3:40 (Salvatore Pinna-Walter Rodi-Giorgio Santini)

Lato B
1. Kim – Kim & Co. – 2:25 (Salvatore Pinna-Walter Rodi-)